# Stoła
Stoła – druga co do wielkości (po Małej Panwi) rzeka powiatu tarnogórskiego. Ma zlewnię o powierzchni 237 km² i długość ok. 25 km. Jej źródło znajduje się w Bobrownikach Śląskich – dzielnicy Tarnowskich Gór w okolicy ulicy Puszkina. Stamtąd korytem częściowo krytym płynie do Lasowic i opływając miasto, przez Sowice i Strzybnicę. Następnie wije się przez Boruszowice, Brynek, Tworóg, Koty i w Potępie wpada do Małej Panwi.
W 2. poł. XVIII i w 1. poł. XIX w. na biegu Stoły znajdowało się kilka stawów, z których woda napędzała kuźnice, tartaki i młyny na terenie Lasowic, Sowic, Puferek, Repecka i Piasecznej. Przed regulacją była rzeką bardzo kapryśną, wahania jej wodostanu wynosiły 2–3 m. Jednak z powodu wybudowania Głębokiej Sztolni „Fryderyk” oraz uruchomienia wydajnych ujęć wody, obecnie jest znacznie spłycona i jej poziom utrzymuje się na poziomie 20–50 cm.
Zanieczyszczenie Stoły było bardzo duże: czystość jej wód oceniało się na pozaklasową. Dziś dzięki licznym akcjom udało się oczyścić rzekę. Obok oczyszczalni w Lasowicach i Kotach ma powstać trzecia w Strzybnicy.
Według badań stanu ekologicznego wód Stoły w latach 2015 i 2016 był on słaby (IV klasa jakości), o czym zadecydował głównie stan bezkręgowców bentosowych w dolnym odcinku i fitobentosu w górnym, choć stan tego ostatniego w dolnym odcinku był dobry. Przekroczone były ówczesne kryteria stanu dobrego pod względem zanieczyszczenia zawiesiną, BZT, ChZT nadmanganianiowego. Przekroczone były również ówczesne normy stanu dobrego dla azotu i fosforu. Woda jest zasolona (na dolnym odcinku przewodność elektrolityczna wyniosła 905 μS/cm). Stoła należy do kilku rzek w Polsce, w których stwierdzono przekroczenia norm dla zawartości talu (podobnie jak Mała Panew), fluorków i nonylofenoli (w tym przypadku w 2016 zanotowano najwyższy wynik wśród wszystkich badanych rzek). Przekroczone są również normy dla kilku innych substancji, które są stosunkowo często spotykane w polskich rzekach (kadmu, ołowiu, rtęci, heptachloru, WWA, fluorantenu, bromowanych difenyloeterów).
Obecnie planuje się budowę ścieżki rowerowej wzdłuż całej długości rzeki, w tym celu poszerzane jest koryto rzeki, oraz niwelowane jest strome zejście.
Wzdłuż północnego brzegu Stoły biegł słynny szlak solny.
Aż do końca XVI wieku rzekę nazywano Rybną, słynęła bowiem z wielkiej obfitości ryb i ich wyjątkowo wielkich okazów. Do dawnych osobliwości Stoły należały także, wedle miejscowych przekazów, czarne kurki wodne (prawdopodobnie łyski lub kokoszki) oraz orzech wodny – roślina, która rodzi jadalne i bardzo smaczne, czarne, z czterema rogami orzechy nieco większe od orzechów laskowych.
Dopływy Stoły wymieniając od górnego biegu rzeki to: Pniowiec, Graniczna Woda, Kanar (z Brzeźnicą), Blaszynówka, Bielawa, Dębnica i Potok Leśny.
Do Stoły zalicza się również rzekę w pobliżu dzielnicy Strzybnica, która może być też nazywana rzeką Kanar.
Nazwę Stoła zatwierdzono urzędowo w 1951 roku, zmieniając niemieckie nazwy Stola (Stollenwasser).
Od wielu lat koryto Stoły na odcinku od Bobrownik Śląskich do Śródmieścia-Centrum jest wyschnięte. Natomiast od Śródmieścia-Centrum do Lasowic jej korytem płyną głównie ścieki komunalne.